# Норман Спинрад
Норман Ричард Спинрад (на английски: Norman Richard Spinrad) е американски писател на научна фантастика.

## Биография и творчество
Норман Спинрад е роден на 15 септември 1940 г. в Ню Йорк, САЩ и има бакалавърска степен от университета в Ню Йорк.
След 1963 г. започва професионално да се занимава с писателска дейност. Първото му публикувано произведение е разказът „The Last of the Romany“, който излиза на страниците на списание „Аналог“ през май 1963 г. В своите произведения авторът вмъква елементи на социална сатира. Норман Спинрад е причисляван към „Новата вълна“ в научната фантастика.
Лауреат е на премията „Юпитер“, както и на наградата „Аполон“.

## Произведения

### Романи
- A World Between
- Agent of Chaos
- Bug Jack Barron
- Child of Fortune
- Children of Hamelin
- Deus X
- Greenhouse Summer
- Little Heroes
- Pictures at 11
- Russian Spring
- Songs from the Stars
- The Iron Dream
- The Men in the Jungle
- The Mind Game
- The Void Captain's Tale
- Vampire Junkies